# Vellushår

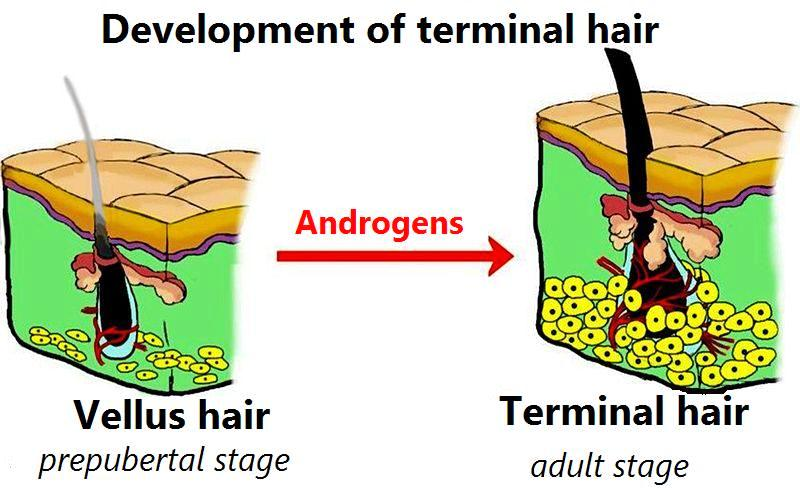
Utveckling av vellushår till terminalt hår.

Vellushår är mycket tunt hår. Det är ofta opigmenterat och därför kulörlöst och svårt att se för ögat.  Det saknar märgrum (medulla) och är därför mjukt. 
Hos vuxna människor förekommer främst två typer av hår. Dels finns det terminalhår som är långa (10 mm till flera meter), pigmenterade, synligare, ofta med märgrum, vilka utgör det hår vi normalt syftar på då vi talar om ”håret” och dels vellushår, ”babyhår” som är kortare än 10 mm. 
På en vuxen person är det totala antalet hårrötter 5 miljoner som anläggs redan i ca fjärde fostermånaden. Dessa tunna fjun, vellushår, finns överallt på kroppen med undantag av i handflatorna och under fötterna, läpparna och tungan. 
Under puberteten utvecklas de till terminalhår, speciellt under armarna, på benen och kring könsorganen.
Om håret förblir fint vellushår eller blir tjockt och mörkare terminalhår, beror på hårsäcken, som producerar håret. Detta kan exempelvis bero på hårborttagning (med vax, pincett eller tråd), genetiska faktorer, hudirritationer, tumörer, hormonbehandling eller på en förhöjning av androgener (manligt könshormon), hos kvinnor producerade i äggstockarna och i binjurarna. Det kan även uppstå efter en graviditet, vid användning av p-piller eller anabola steroider, i klimakteriet eller på grund av anorexi/bulimi. 
Vid håravfall ersätts det tjocka terminalhåret ofta med tunna vellushår.